# جون ستيوارت ويلسون
جون ستيوارت ويلسون (بالإنجليزية: John Stuart Wilson)‏ هو رياضياتي وملحن بريطاني، ولد في 5 أبريل 1944.